# Blacklegs
Blacklegs (né en 1728) est un cheval de course Pur-sang britannique et un étalon devenu tête de liste des étalons en Angleterre et en Irlande en 1746. Il est élevé par William Cavendish, 2e duc de Devonshire, et possédé par son fils William Cavendish, 3e duc de Devonshire.

## Histoire
Blacklegs est un poulain bai élevé par William Cavendish, 2e duc de Devonshire, et né en 1728,. 
Après la mort du 2e duc de Devonshire en 1729, Blacklegs revient à son fils et successeur William Cavendish, 3e duc de Devonshire.

## Description
Il est de robe bai foncé.

## Carrière de course
En octobre 1732 à Newmarket, Blacklegs bat la jument Beauty du duc de Bridgewater sur un mile pour 200 guinées. En avril suivant, il remporte les enjeux de 700 guinées, battant Sly, Favorite et Quibble sur quatre milles. Il a de nouveau battu Sly en octobre, cette fois dans un match race de 300 guinées. Lors de la même rencontre, il a battu la jument grise de M. Honeywood, Looby, la jument alezane de Lord Gower, Spot, Bumper, Favorite et Robin. 

## Au haras
Blacklegs est mis à la retraite sportive dans le haras du duc de Devonshire. Il est devenu un étalon à succès et a été champion de Grande-Bretagne en 1746. Il a engendré plusieurs bons coureurs, dont les mères de Captain, Cassandra, Dorimond, Trajan, Marcus et Jalap.

## Origines
Il a été engendré par l'étalon Flying Childers du duc de Devonshire, qui est resté invaincu en six départs sur l'hippodrome. Flying Childers est également un étalon à succès et a été tête de liste des étalons en Angleterre et en Irlande à deux reprises. Parmi ses autres descendants se trouvent les étalons Blaze et Snip, ainsi que Second, Spanking Roger et Roundhead. La mère de Blacklegs est une jument poulinière anonyme, fille de Basto. Cette fille de Basto a également donné naissance à l'étalon champion Crab, ainsi qu'aux chevaux Snip et Second.